# Burg Kriebstein

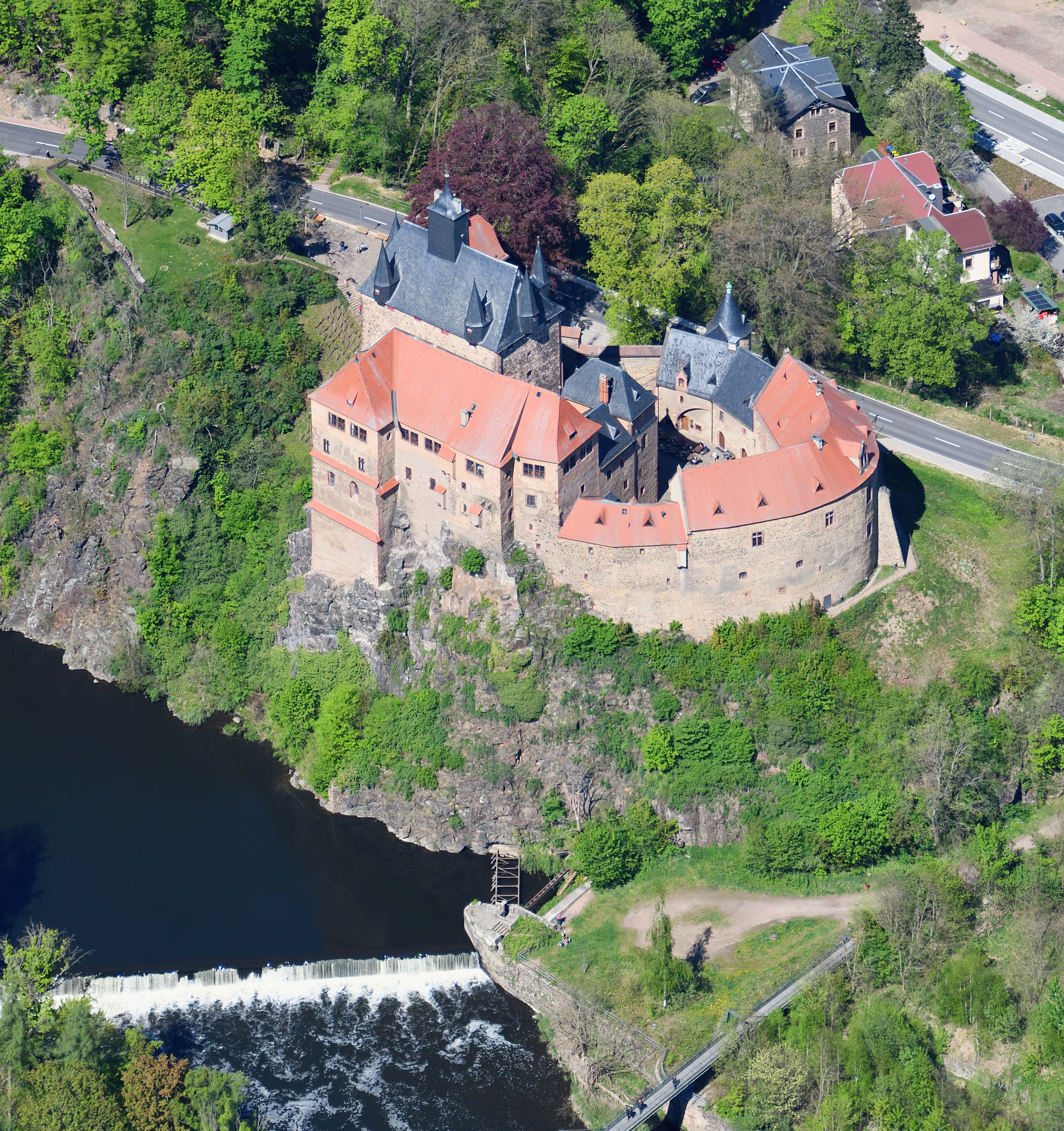
Burg Kriebstein von Süden aus der Luft gesehen

Die Burg Kriebstein ist eine im 14. Jahrhundert entstandene Burg in der gleichnamigen Gemeinde Kriebstein in der Nähe der Stadt Waldheim in Sachsen. Die Anlage befindet sich auf einem Felssporn oberhalb der Zschopau und wird durch die gotische Architektur des Spätmittelalters geprägt, die sich trotz einer kontinuierlichen Nutzung bis heute erhalten hat.

## Lage
Die Burg erhebt sich auf einem steilen Felsen über der Zschopau in Kriebstein. Innerhalb der topographischen Gruppe der Höhenburgen verkörpert sie den Typ der Spornburg: Sie liegt auf dem äußersten Ausläufer eines von drei Seiten von der Zschopau in weitem Bogen umflossenen Bergsporns.

## Beschreibung

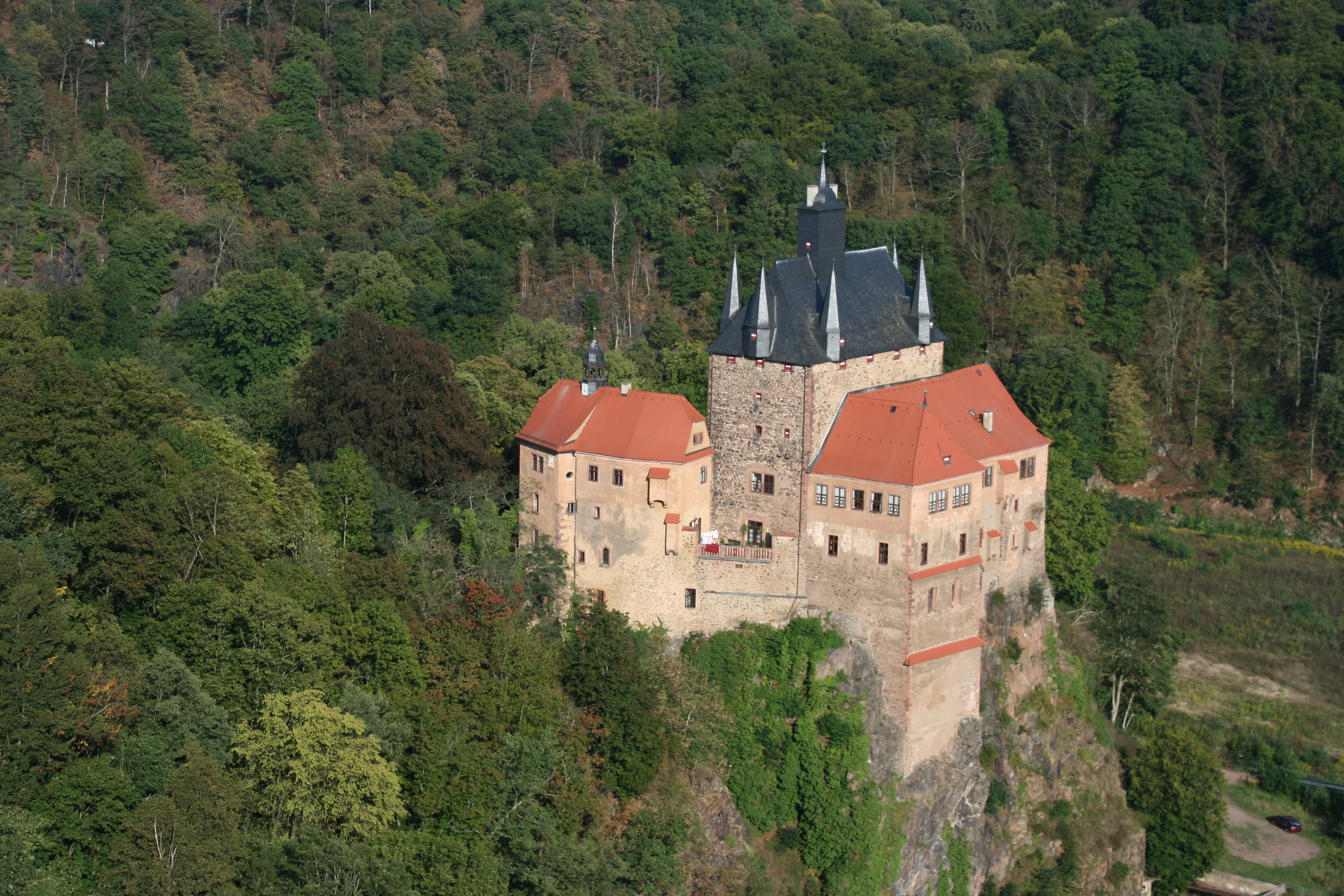
Burg Kriebstein. Im Zentrum der Wohnturm von 1399

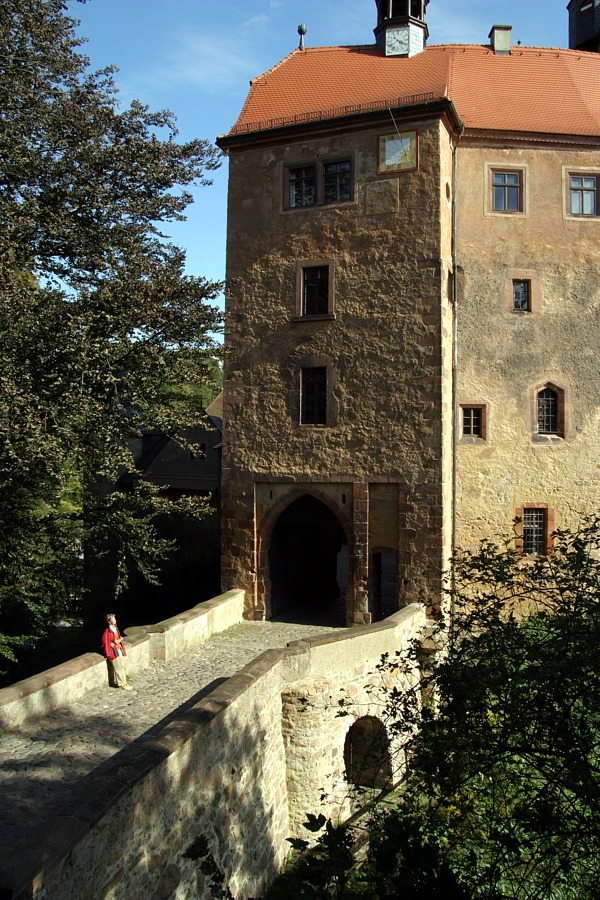
Burgzugang über den Halsgraben (Nordseite)

Vom ansteigenden Hinterland ist der Felsen, der die Burg trägt, durch einen künstlich eingetieften Halsgraben abgetrennt. Typologisch stellt Kriebstein die Kombination einer Turmburg mit einer Ringburg von ovalem Grundriss dar.
Als Dominante erhebt sich auf der höchsten Felsenklippe der monumentale Wohnturm aus der Zeit um 1399. Bei einer Kantenlänge von 22 m × 12 m erreicht der Turm bis zur Wetterfahne eine Höhe von 45 Metern. Seine noch spätmittelalterlichen Erkertürmchen und der Dachreiter bestimmen das reizvolle Bild der Burg mit der unverwechselbaren Dachsilhouette. Um den Wohnturm gruppieren sich das turmartige Torhaus, die Ringmauer mit dem Wirtschaftsflügel, dem Küchenbau und weiteren Anbauten einschließlich des Kapellenflügels.
Östlich an den Kapellenflügel schließen sich die zweijochige, kreuzrippengewölbte gotische Halle sowie das hintere Schloss an. Dieser Gebäudekomplex unmittelbar über dem Steilhang der Zschopau ist durch ein durchgehendes Obergeschoss aus dem 17. Jahrhundert zusammengefasst. Unmittelbar an den Wohnturm fügt sich im Mittelpunkt der Burg, der spätgotische Küchenbau an. Geschlossen wird die Gesamtanlage durch einen Wirtschaftsflügel, der unter anderem den Festsaal (jetzt als Konzert- und Veranstaltungssaal genutzt; auch Trauungen finden auf der Burg statt) und die Brunnenstube enthält, sowie die nördliche Wehrmauer, die wieder an das Torhaus stößt.
Zur Innenausstattung gehören Wandmalereien von der Spätgotik bis zum Historismus. Das Erscheinungsbild der Nutzungszeit haben insbesondere die farbig gefasste Bohlenstube und das „Kriebsteinzimmer“ erhalten.

## Geschichte

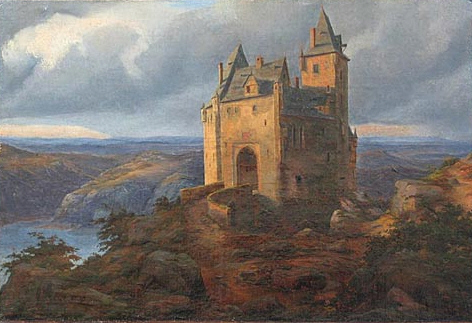
Carl Friedrich Lessing: Burg Kriebstein, um 1840

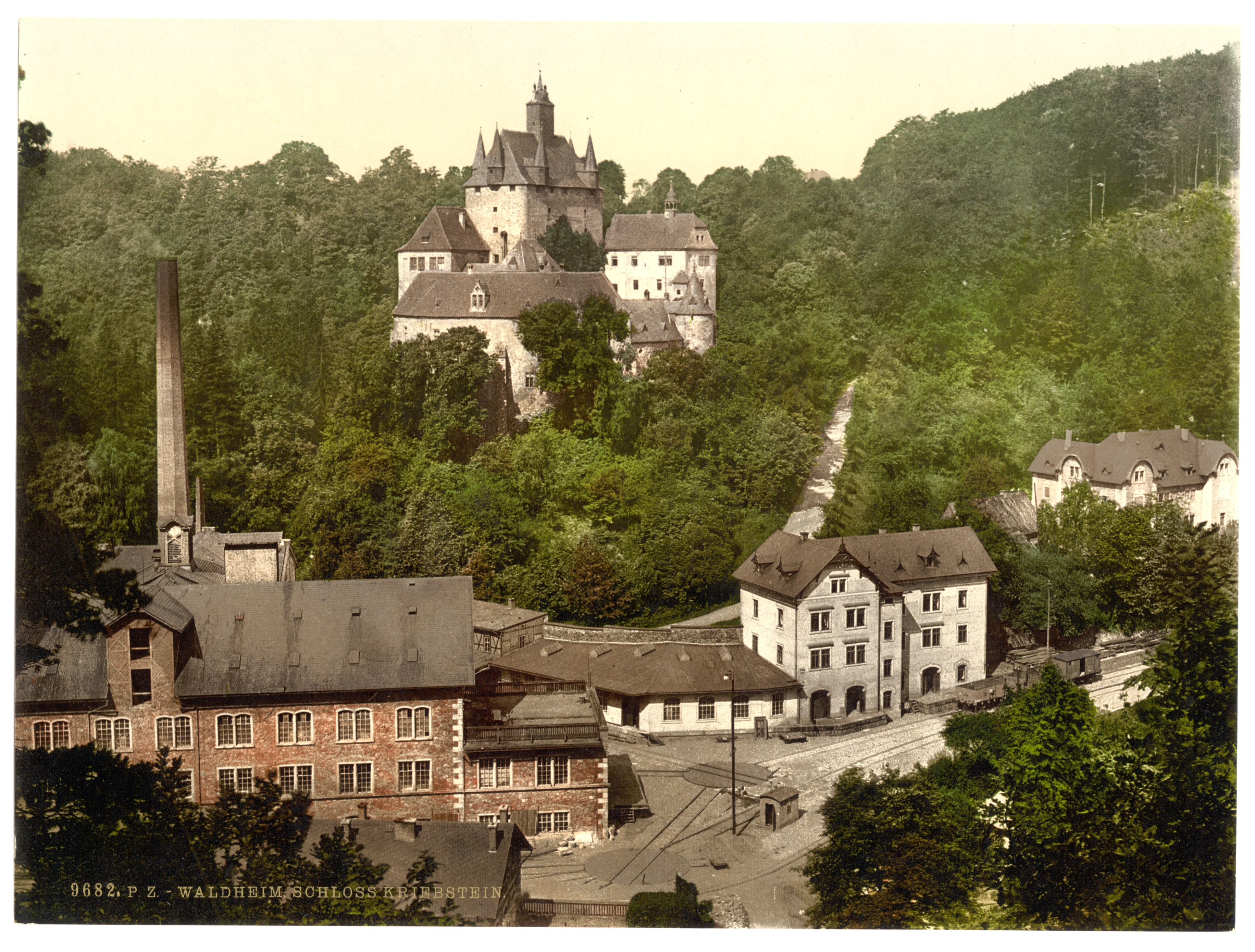
1890–1900

Bevor die Herren von Beerwalde im 14. Jahrhundert die Burg Kriebstein gründeten, lebten sie auf einer Turmhügelburg, dem Waal, die sich im Dorf Beerwalde befand und noch heute in Resten zu besichtigen ist. Mit ihrer Gründung wurde die Burg Kriebstein Wohn- und Herrschaftssitz der Familie von Beerwalde, deren Besitz bereits vor 1400 die Städte Waldheim und Hartha einschloss. Aufgrund der ersten urkundlichen Erwähnung der Burg, wonach Dietrich von Beerwalde sich im Jahre 1384 verpflichtete, „den krywenstein zu bauen auf dem sein Vater gesessen“ (laut anderer Literatur Schreibweise „Krywensteyn“ 1384), kann die heute stehende Burg zu wesentlichen Teilen als einheitlicher Bau Dietrichs angesehen werden. Dazu gehören vor allem der Wohnturm (1399 Dachwerk), die baueinheitlich mit diesem errichtete Kapelle und die Ringmauer mit dem Torhaus. Von der Vorgängeranlage seines Vaters haben sich nur geringe Reste erhalten. 1407 wurde Dietrich von Beerwalde aufs Neue mit Kriebstein belehnt. Nach dem Tod Dietrichs im Jahre 1408 fiel die Herrschaft Kriebstein an seine Witwe Elisabeth und nach deren Tod an die Tochter Klara als Leibgedinge.
Mit dem Erwerb der Burg und Herrschaft Kriebstein durch Hugold III. von Schleinitz im Jahre 1465 begann die zweite wesentliche Epoche in der Baugeschichte der Burg. Schleinitz als Obermarschall von Kurfürst Ernst und Herzog Albrecht betraute ab 1471 Arnold von Westfalen, den wettinischen Hofarchitekten und Entwerfer der Albrechtsburg zu Meißen, mit größeren Um- und Erweiterungsbauten. Das von diesem überragenden Baumeister geschaffene Formengut findet sich auch in diesem Bauwerk. Meister Arnold von Westfalen leitete den Um- und Neubau des Wirtschaftsflügels mit dem „neuen Tanzsaal“ und der Brunnenstube sowie des sogenannten „hinteren Schlosses“ und den Neubau des Küchenhauses, deren typische Fensterformen Zeugnis von seiner Tätigkeit ablegen.
Mit der genannten Baumaßnahme hatte die Burg Kriebstein ihre noch heute sichtbare Ausdehnung erhalten. Sie konnte sich trotz späterer Erweiterungen und baulichen Veränderungen ihren gotischen Charakter bis in die Gegenwart hinein bewahren. Nach dem Tode Hugold von Schleinitz’ im Jahre 1490 folgten häufige Besitzerwechsel ohne größere Bautätigkeit. Unter Georg von Carlowitz (1544–1550) erreichte die Herrschaft Kriebstein mit Dörfern und den beiden Städten Waldheim und Hartha ihre größte territoriale Ausdehnung.
Das letzte Drittel des 17. Jahrhunderts war unter der Herrschaft der von Schönberg von einer regen Bautätigkeit bestimmt. Es entstanden die Aufstockungen der sich dem Wohnturm anschließenden Anbauten und des Torhauses sowie das zwischen diesen beiden Baukörpern eingespannte Treppenhaus. An die bescheideneren baulichen Maßnahmen der Herren von Milkau erinnern noch heute die Inschriften auf den Wetterfahnen der Dachreiter des Wohnturms und des Torhauses. Im Jahre 1825 erwarb das alte preußische Adelsgeschlecht Arnim, vertreten durch Karl Hans von Arnim-Planitz (1802–1857) und seine Ehefrau Marie Bertha Nehrhoff von Holderburg (1811–1876) aus dem genealogischen Hause Planitz (bei Zwickau) den alten Herrensitz Kriebstein und verblieb bis 1945. Unter Leitung des Hofbaumeisters Karl Moritz Haenel erfuhr die Burg in den Jahren 1866–1868 durchgreifende Änderungen nach nutzerpraktischen Gesichtspunkten in den Formen der Neogotik. Diese letzten größeren baulichen Veränderungen sind zwar gediegen in der Ausführung, bringen aber doch eine gewisse Unklarheit in das monumentale mittelalterliche Bauwerk. Neben teilweiser Änderung der Raumaufteilung im Inneren wurden ein Gebäude des Wirtschaftsflügels um zwei Stockwerke reduziert und die nördliche Wehrmauer unter Verlust des hölzernen Wehrgangs stufenförmig abgetragen, aber auch ein Bereich der Ringmauer durch stützende Strebepfeiler gesichert. Gravierend sind die Umbauten am Küchenhaus. Der ursprüngliche Fachwerkbau mit einem Krüppelwalmdach wurde massiv ersetzt und auch der mächtige Kaminschlot nebst Herdstelle abgerissen. Diese baulichen Maßnahmen wurden für den königlich sächsischen Kammerherrn Rittmeister Hans von Arnim (1833–1889) ausgeführt, der mit Luise geborene Freiin von Berg (1837–1910) verheiratet war, einer Tochter des Direktors der Forstakademie Tharandt Edmund Freiherr von Berg. Die Familie von Arnim-Kriebstein führte ein großes Haus und bekam mehrfach dokumentiert Besuch von namhaften Personen aus der sächsischen und brandenburg-preußischen Adelshistorie.
Bereits im Jahr 1930 wurden Teile der Burg Kriebstein für die Öffentlichkeit zur Besichtigung freigegeben. Bemerkenswert ist, dass die Burganlage durch die Familie von Arnim stets sorgsam instand gehalten wurde und auch aufwändige Restaurierungsarbeiten (Kapelle) ohne staatliche Zuschüsse erfolgten. Dieses Engagement trug wesentlich zum Ruf „der schönsten Ritterburg Sachsens“ bei. Letzte Grundbesitzer waren u. a. Erik von Arnim (1873–1945), verheiratet mit Anna geborene Freiin von Berg, respektive formell ihr Sohn Allard von Arnim (1901–1945). 1925 betrug der Grundbesitz 477 ha, geführt von einem Inspektor und einem Revierförster, hier schon offiziell im Eigentum des Allard von Arnim. Allard von Arnim war seit 1930 mit Ilse Freiin von der Recke (1908–1997) verheiratet. Ihre vier Töchter Anna-Luise, Christine, Dorothee und Katharina und auch ihr Sohn Erik (1945–2002) wurden auf Kriebstein geboren.
Nach der Enteignung der Familie von Arnim im September 1945 wurde die Burg als Volkseigentum zunächst zu Wohnzwecken und von der Forstverwaltung genutzt. Das Museum konnte am 6. August 1949 neu eröffnet werden.
1986 wurde im Wohnturm der Schatz von Kriebstein gefunden. Er war ein Teil des Eigentums, das Heinrich Graf von Lehndorff-Steinort vor dem Einmarsch der Roten Armee aus seinem Schloss Steinort in Ostpreußen gerettet hatte. Auch Kulturgut aus Dresdener Sammlungen war wegen der Luftangriffe auf Dresden auf die Burg Kriebstein ausgelagert worden.
Die Burg Kriebstein mit ihrem Museum ist seit dem 1. Januar 1993 Eigentum des Freistaats Sachsen und untersteht dem Staatsbetrieb Staatliche Schlösser, Burgen und Gärten Sachsen. Am 12. Februar 2010 einigten sich der Freistaat Sachsen und die Lehndorff-Erbengemeinschaft darauf, dass im Folgejahr 423 Kunstgegenstände zurückgegeben wurden.
Die Burg ist Station des Lutherwegs.

## In den Medien
Die Burg Kriebstein diente bereits als Drehort einiger Filme/Serien (Auswahl):
- Grand Budapest Hotel
- Die Gräfin
- Kunz von Kaufungen – Der Prinzenräuber von Altenburg
- Lasko – Die Faust Gottes
- Das Geheimnis von Black Rose Castle (2001)
- Brüderchen und Schwesterchen (2008)
- Schneewittchen (2009)
- Der Eisenhans
- Die sechs Schwäne
- Der süße Brei (2018)

Sie wurde auch im Rahmen einer Briefmarkenserie der Deutschen Post in der DDR abgebildet (siehe Bild).

## Weitere Literatur
- Annette Binninger: Der Schatz von Kriebstein kehrt heim nach Ostpreußen. In: Sächsische Zeitung. Ausgabe vom 13./14. Februar 2010. ZDB-ID 2448502-0
- François Maher Presley: Waldheim in Mittelsachsen, in-Cultura.com, Hamburg 2015, S. 130–147. ISBN 978-3-930727-44-5.
- François Maher Presley: Waldheim Top 25. in-Cultura.com, Hamburg 2017, S. 12–16. ISBN 978-3-930727-55-1.